# Addio alla Terra
Addio alla Terra (종말의 바보?, Jongmar-ui baboLR; lett. "Lo stupido alla fine del mondo") è una serie televisiva sudcoreana basata sul romanzo The Fool at the End of the World di Kōtarō Isaka e distribuita da Netflix il 26 aprile 2024.

## Trama
Mancano 200 giorni al 22 febbraio 2026, giorno in cui la Terra colliderà con un asteroide. La Corea del Sud è sotto la legge marziale dopo un tentato colpo di stato avvenuto all'annuncio dell'avvicinamento dell’asteroide, i cittadini benestanti sono fuggiti verso presunte zone sicure, e quelli che sono rimasti affrontano disperazione, suicidi, criminalità dilagante e truffe. Tra di loro, quattro amici residenti nella città di Woongcheon.

## Personaggi e interpreti
- Jin Se-kyung, interpretata da Ahn Eun-jin
- Yoon Sang-eun, interpretato da Yoo Ah-in
- Woo Seong-jae, interpretato da Jeon Sung-woo
- Kang In-ah, interpretata da Kim Yoon-hye
- Park Jin-seo, interpretato da Kim Kang-hoon